# 東區 (名古屋市)
東區（日语：／ Higashi ku */?）為位於日本愛知縣名古屋市東北部的區，為名古屋市內面積最小的一區。轄區大致位於鐵路瀨戶線以東，廣小路通以北，北至矢田川。
由尾張德川家經營的德川美術館以及捐贈設立的日式庭園德川園都位於本區。

## 歷史
本區大部分區域在令制國時代時屬於尾張國愛知郡，僅東北部靠近矢田川的區域屬於春日井郡；17世紀進入江戶時代後，成為尾張藩名古屋城的城下町。
19世紀末明治維新實施廢藩置縣後改隸屬名古屋縣，在1872年的第一次府縣整併後繼續隸屬新整併而成的名古屋縣，而名古屋縣在四個月後更名為愛知縣。
1878年以名古屋城下的區域為中心設立了名古屋區，名古屋區在1889年成為名古屋市，而現在的東區在大約鐵路中央本線以西的區域在當時即屬於名古屋市，其他區域在當時則是屬於千種村及六鄉村；名古屋市在1908年開始設立區級行政區劃，最初的四個區包括中區、東區、西區、南區。
1921年，由千種村升格改制而成的千種町與六鄉村、清水町、杉村、東山村被併入名古屋市，當時這些區域最初都是被劃入東區，使得東區的範圍往東擴張至矢田川畔以及尾張丘陵旁；1937年名古屋市政府將位於鐵路中央本線以東的舊千種町及東山村區域分出新設立為千種區，1944年再將舊清水町及杉村的區域與部分原屬西區的區域一同劃入新設立的北區，餘下的區域即為現在的東區。

## 交通

### 鐵路
- 東海旅客鐵道
  - 中央本線：：（←名古屋市千種區） - 大曾根車站 - （名古屋市守山區→）
- 名古屋鐵道
  - 瀨戶線：榮町車站 - （名古屋市中區） - （名古屋市北區） - 森下車站 - 大曾根車站 - 矢田車站 - （名古屋市守山區→）
- 名古屋市營地下鐵
  - 東山線：（←名古屋市中區） - 新榮町車站 - 千種車站 - （名古屋市千種區→）
  - 櫻通線：（←名古屋市中區） - 高岳車站 - 車道車站 - （名古屋市千種區→）
  - 名城線：（←名古屋市北區） - 名古屋巨蛋前矢田車站 - 砂田橋車站 - （名古屋市千種區→）
- 名古屋導向巴士
  - 導軌巴士志段味線：大曾根車站 - 名古屋巨蛋前矢田車站 - 砂田橋車站 - （名古屋市守山區）

## 外部連結
- （日語） 名古屋市東区役所的Facebook專頁
- （日語） 名古屋市東区役所的X（前Twitter）